# Trapeze
Trapeze byla anglická rocková skupina založená v březnu roku 1969. Ačkoli skupina samotná nikdy nezaznamenala komerční úspěch, několik jejích členů se později přidalo k známějším kapelám, včetně Deep Purple (Glenn Hughes), Black Sabbath (Glenn Hughes), Whitesnake (Mel Galley), Judas Priest (Dave Holland) a Uriah Heep (Peter Goalby).

## Členové
| 1969        | - Mel Galley – kytara, baskytara - Glenn Hughes – baskytara, kytara, piáno, trombone, zpěv - Dave Holland – bicí - John Jones – zpěv, trubka - Terry Rowley – varhany, kytara, piáno, flétna |
| 1970–1973   | - Mel Galley -kytara, zpěv - Glenn Hughes – baskytara, kytara, piáno, zpěv (live 1973) - Dave Holland – bicí, perkuse - Pete MacKie – baskytara (live 1973)                                  |
| 1974–1976   | - Mel Galley – kytara, zpěv - Dave Holland – bicí, perkuse - Rob Kendrick – kytara - Pete Wright – baskytara                                                                                 |
| 1978–1979   | - Mel Galley – kytara, zpěv - Dave Holland – bicí, perkuse - Pete Goalby – zpěv, kytara - Pete Wright – baskytara                                                                            |
| 1980–1981   | - Mel Galley – kytara, zpěv - Pete Goalby – zpěv, kytara - Pete Wright – baskytara - Steve Bray – bicí                                                                                       |
| 1982        | - Mel Galley – kytara, zpěv - Steve Bray – bicí - Mervyn 'Spam' Spence – baskytara, zpěv - Richard Bailey – klávesy                                                                          |
| 1991 / 1994 | - Mel Galley – kytara, zpěv - Glenn Hughes – baskytara, kytara, piáno, trombone, zpěv - Dave Holland – bicí, perkuse - Geoff Downes – klávesy (1991) - Craig Erickson – kytara (1994)        |

## Diskografie
- Trapeze (1970)
- Medusa (1970)
- You Are the Music…We're Just the Band (1972)
- The Final Swing (1974)
- Hot Wire (1974)
- Live at the Boat Club (1975)
- Trapeze (1976)
- Hold On also called Running (1979)
- Live in Texas: Dead Armadillos (1981)
- Welcome to the Real World - live 1992 (1993)
- High Flyers: The Best of Trapeze – Best of Studio 1970-1974 (1996)
- Way Back to the Bone – Best of Live 1970-1992 (1998)
- On the Highwire – Best of 1970-1992 (2003)